# Giải bóng đá hạng nhì quốc gia Cộng hòa Síp 1955–56
Giải bóng đá hạng nhì quốc gia Cộng hòa Síp 1955–56 là mùa giải thứ ba của bóng đá hạng nhì Cộng hòa Síp. Aris Limassol giành danh hiệu thứ 2.

## Thể thức thi đấu
Có 8 đội tham gia Giải bóng đá hạng nhì quốc gia Cộng hòa Síp 1955–56. Giải đấu được chia thành 2 bảng theo khu vực địa lý, phụ thuộc vào các Quận Cộng hòa Síp mà mỗi đội đến từ đó đó. Tất cả các đội trong một bảng thi đấu hai lần, một lần sân nhà và một lần sân khách. Đội nhiều điểm nhất sẽ lên ngôi vô địch. Đội vô địch mỗi bảng thi đấu với nhau trong giai đoạn cuối của giải đấu và đội chiến thắng là đội vô địch Hạng nhì. Đội vô địch thăng hạng Giải bóng đá hạng nhất quốc gia Cộng hòa Síp 1956–57.

### Hệ thống điểm
Các đội bóng nhận được 2 điểm cho một trận thắng, 1 điểm cho một trận hòa và 0 điểm cho một trận thua.

## Thay đổi so với mùa giải trước
Các đội thăng hạng Giải bóng đá hạng nhất quốc gia Cộng hòa Síp 1955–56
- Nea Salamis Famagusta

Các đội xuống hạng từ Giải bóng đá hạng nhất quốc gia Cộng hòa Síp 1954–55
- Aris Limassol

Thành viên mới của CFA
- Apollon Limassol

Thành viên rút khỏi CFA
- Gençlik Gücü
- Gençler Birliği
- Mağusa Türk Gücü
- Doğan Türk Birliği

## Sân vận động và địa điểm
| Bảng                     | Đội         | Sân vận động           |
| ------------------------ | ----------- | ---------------------- |
| Limassol-Paphos          | Antaeus     | GSO Stadium            |
| Limassol-Paphos          | Apollon     | GSO Stadium            |
| Limassol-Paphos          | APOP        | GSK Stadium            |
| Limassol-Paphos          | Aris        | GSO Stadium            |
| Limassol-Paphos          | Panellinios | GSO Stadium            |
| Nicosia-Larnaca-Keryneia | Alki        | GSZ Stadium            |
| Nicosia-Larnaca-Keryneia | Orfeas      | GSP Stadium            |
| Nicosia-Larnaca-Keryneia | PAEK        | G.S. Praxander Stadium |

## Bảng Nicosia-Larnaca-Keryneia
Bảng xếp hạng
| Vị thứ | Đội            | St. | T. | H. | B. | BT. | BB. | HS. | Đ. | Ghi chú                       |
| ------ | -------------- | --- | -- | -- | -- | --- | --- | --- | -- | ----------------------------- |
| 1      | Orfeas Nicosia | 4   | 4  | 0  | 0  | 10  | 3   | 7   | 8  | Vô địch Bảng-Playoff Vô địch. |
| 2      | Alki Larnaca   | 4   | 1  | 0  | 3  | 10  | 8   | 2   | 2  |                               |
| 3      | PAEK           | 4   | 1  | 0  | 3  | 5   | 14  | -9  | 2  |                               |

Hệ thống điểm: Thắng=2 điểm, Hòa=1 điểm, Thua=0 điểm
Kết quả
| ↓Home / Away→ | ALK | ORF | PKK |
| ------------- | --- | --- | --- |
| Alki          |     | 1-2 | 5-0 |
| Orfeas        | 2-1 |     | 3-0 |
| PAEK          | 4-3 | 1-3 |     |

## Bảng Limassol-Paphos
Bảng xếp hạng
| Vị thứ | Đội                  | St. | T. | H. | B. | BT. | BB. | HS. | Đ. | Ghi chú                       |
| ------ | -------------------- | --- | -- | -- | -- | --- | --- | --- | -- | ----------------------------- |
| 1      | Aris Limassol        | 8   | 6  | 2  | 0  | 31  | 9   | 22  | 14 | Vô địch Bảng-Playoff Vô địch. |
| 2      | Antaeus Limassol     | 8   | 6  | 1  | 1  | 21  | 10  | 11  | 13 |                               |
| 3      | Panellinios Limassol | 8   | 2  | 3  | 3  | 20  | 23  | -3  | 7  |                               |
| 4      | APOP Paphos          | 8   | 2  | 2  | 4  | 21  | 22  | -1  | 6  |                               |
| 5      | Apollon Limassol     | 8   | 0  | 0  | 8  | 10  | 39  | -29 | 0  |                               |

Hệ thống điểm: Thắng=2 điểm, Hòa=1 điểm, Thua=0 điểm
Kết quả
| ↓Home / Away→ | ANT | APL | APP | ARS | PNL |
| ------------- | --- | --- | --- | --- | --- |
| Antaeus       |     | 2-1 | 4-2 | 0-0 | 5-2 |
| Apollon       | 0-5 |     | 2-6 | 2-6 | 2-6 |
| APOP          | 0-2 | 5-0 |     | 1-3 | 2-2 |
| Aris          | 4-1 | 6-2 | 5-1 |     | 6-1 |
| Panellinios   | 1-2 | 3-1 | 4-4 | 1-1 |     |

## Playoff Vô địch
- Aris Limassol 3 - 0 Orfeas Nicosia (GSO Stadium, 3 tháng 6 năm 1956)
- Orfeas Nicosia 2 - 1 Aris Limassol (GSP Stadium (1902), 10 tháng 6 năm 1956)

Aris Limassol là đội vô địch Hạng nhì và họ thăng hạng Giải bóng đá hạng nhất quốc gia Cộng hòa Síp 1956–57.